# Nyctophilus corbeni
Nyctophilus corbeni (Parnaby, 2009) è un pipistrello della famiglia dei Vespertilionidi endemico dell'Australia.

## Descrizione

### Dimensioni
Pipistrello di piccole dimensioni, con la lunghezza della testa e del corpo tra 50 e 75 mm, la lunghezza dell'avambraccio tra 40 e 50 mm, la lunghezza della coda tra 35 e 50 mm, la lunghezza della tibia tra 20 e 23,6 mm, la lunghezza delle orecchie tra 21 e 28 mm e un peso fino a 21 g.

### Aspetto
La pelliccia è corta e densa. Le parti dorsali sono bruno-grigiastre scure con le punte dei peli leggermente più chiare, mentre le parti ventrali sono più chiare. Il muso è tronco, con un disco carnoso all'estremità dove si aprono le narici e dietro al quale è presente un rigonfiamento poco sviluppato, ricoperto di peli e attraversato longitudinalmente da un solco superficiale. Gli occhi sono piccoli. Le orecchie sono lunghe, larghe ed unite sulla fronte da una membrana cutanea. Le ali sono attaccate posteriormente alla base delle dita dei piedi, L'estremità della lunga coda si estende leggermente oltre l'ampio uropatagio.

## Biologia

### Comportamento
Si rifugia solitariamente sotto le cortecce esfoliate e tra le fessure negli alberi. Forma vivai. Il volo, lento e fluttuante, è simile a quello delle farfalle. Ha un raggio d'azione di oltre 7 km.

### Alimentazione
Si nutre di insetti, particolarmente scarafaggi, falene ed anche cavallette e grilli.

### Riproduzione
Femmine gravide e che allattavano sono state catturate nel mese di novembre.

## Distribuzione e habitat
Questa specie è diffusa negli stati australiani del Queensland sud-orientale, Nuovo Galles del Sud, Victoria settentrionale ed Australia meridionale sud-orientale.
Vive nei boschi.

## Conservazione
Questa specie, essendo stata scoperta solo recentemente, non è stata sottoposta ancora a nessun criterio di conservazione.